# 国鉄1245形蒸気機関車

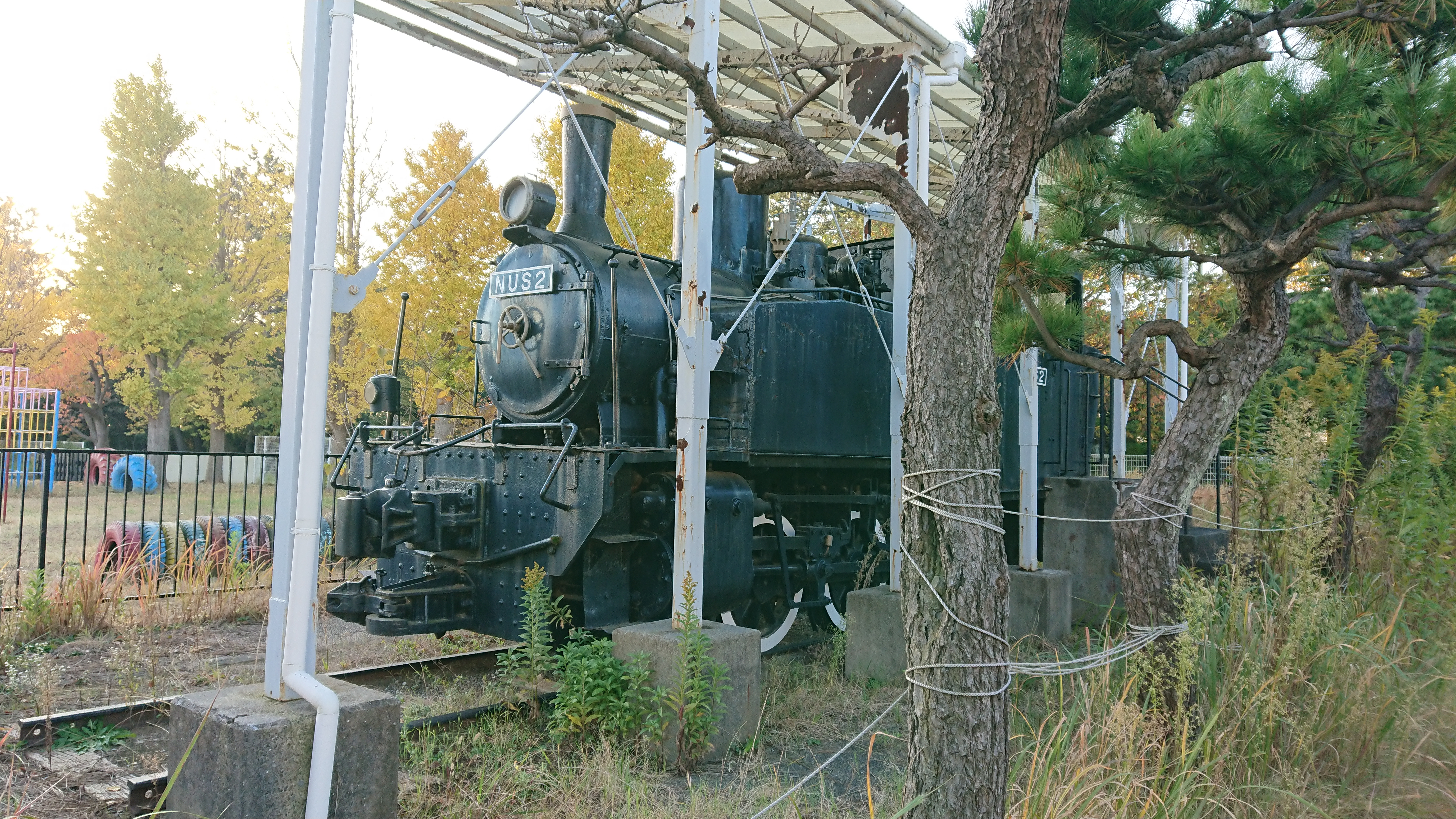
袖ヶ浦東小学校に保存

1245形は、かつて日本国有鉄道の前身である鉄道省に在籍したタンク式蒸気機関車である。

## 概要
元は、新宮鉄道が1922年（大正11年）にドイツのオーレンシュタイン・ウント・コッペルで1両（5。製造番号 10257）を製造した、2気筒単式で飽和式の小型機関車で、1934年（昭和9年）に新宮鉄道が国有化されたのに伴い、鉄道省籍となったものである。車軸配置0-6-0 (C) のサイド・ウェルタンク機関車である。
本形式は、動輪径900mm、固定軸距2,200mmの180HP型といわれる規格型機関車で、同形のものは1922年から1925年（大正14年）にかけて12両が日本に来着している。その最初のものが、本形式である。国有化後は、使用されず放置され、1936年（昭和11年）に廃車となった。改番の手続きはされたものの、現車に新番号は標記されず、5のままであったようである。
また、新宮鉄道は他の鉄道路線との接続を一切もたない孤立路線であったため、連結器は最後までネジ・リンク式であった。

## 同形機
前述のように、本形式の同形機は、計12両が来着している。その状況は次のとおりである。
- 1922年（3両）
  - 製造番号 10257：新宮鉄道 5 → 鉄道省 1245
  - 製造番号 10260：長岡鉄道 5 → 建設省九州地方建設局
  - 製造番号 10345：長門鉄道 4 → 日本鋼管川崎製鉄所 106
- 1923年（6両）
  - 製造番号 10419：帝国炭業 → 筑豊鉱業鉄道 3 → 2（2代）
  - 製造番号 10461：長岡鉄道 6
  - 製造番号 10580：鹿島参宮鉄道 1 → 日本カーバイド工業（富山地方鉄道） 1
  - 製造番号 10613：鹿島参宮鉄道 2 → 日本カーバイド工業（富山地方鉄道） 2
  - 製造番号 10614：東野鉄道 3 → 室蘭埠頭 3
  - 製造番号 10615：伊賀鉄道（初代） 6 → 大井川鉄道 6 → 建設省近畿地方建設局
- 1924年（1両）
  - 製造番号 10775：茨城鉄道 3 → 14 → 川崎製鉄千葉製鉄所 NUS2
- 1925年（2両）
  - 製造番号 10776：日本電力 7
  - 製造番号 10777：日本電力 8

### 長岡鉄道
長岡鉄道（のちの越後交通長岡線）には、1922年製の5と1923年製の6の2両が在籍した。長岡鉄道の2両は、新宮鉄道の5とともにサイドタンクが短いタイプであった。1928年（昭和3年）の内燃化を経て、5は1951年（昭和26年）に廃車され、建設省九州地方建設局へ譲渡された。一方の6は翌1952年（昭和27年）に廃車解体された。

### 長門鉄道
長門鉄道には、1922年製の4が在籍した。この機関車は、前出の3両よりもサイドタンクが短かった。1937年（昭和12年）に日本鋼管川崎製鉄所に移り106となったが、1950年ごろに川崎車輛で下回りを流用して上まわりを更新した。

### 帝国炭業
帝国炭業は、鞍手軽便鉄道の後身で、1923年製の1両は、同社の3となった。同機は、1926年（大正15年）に同社の1（初代）が売却されたのに伴い改番され2（2代）となった。この鉄道は所有者の変遷が目まぐるしいが、最終的に筑豊鉄道（2代）の所有となり、1954年（昭和29年）に同線の廃止と運命を共にした。

### 鹿島参宮鉄道
鹿島参宮鉄道の開業用に用意された1923年製の2両は、1, 2と付番された。これ以降の機関車は、サイドタンクが長いタイプで、煙室受けにまで達するものであった。この2両は、1937年12月1日付で廃車されたのち、1938年（昭和13年）6月に日本カーバイド工業魚津工場へ譲渡され、そのままの番号で使用された。その後、富山地方鉄道に車籍のみ編入されている。1969年（昭和44年）に廃車となったが、1が魚津市の村木小学校、2が滑川市の行田公園児童館で静態保存されている。

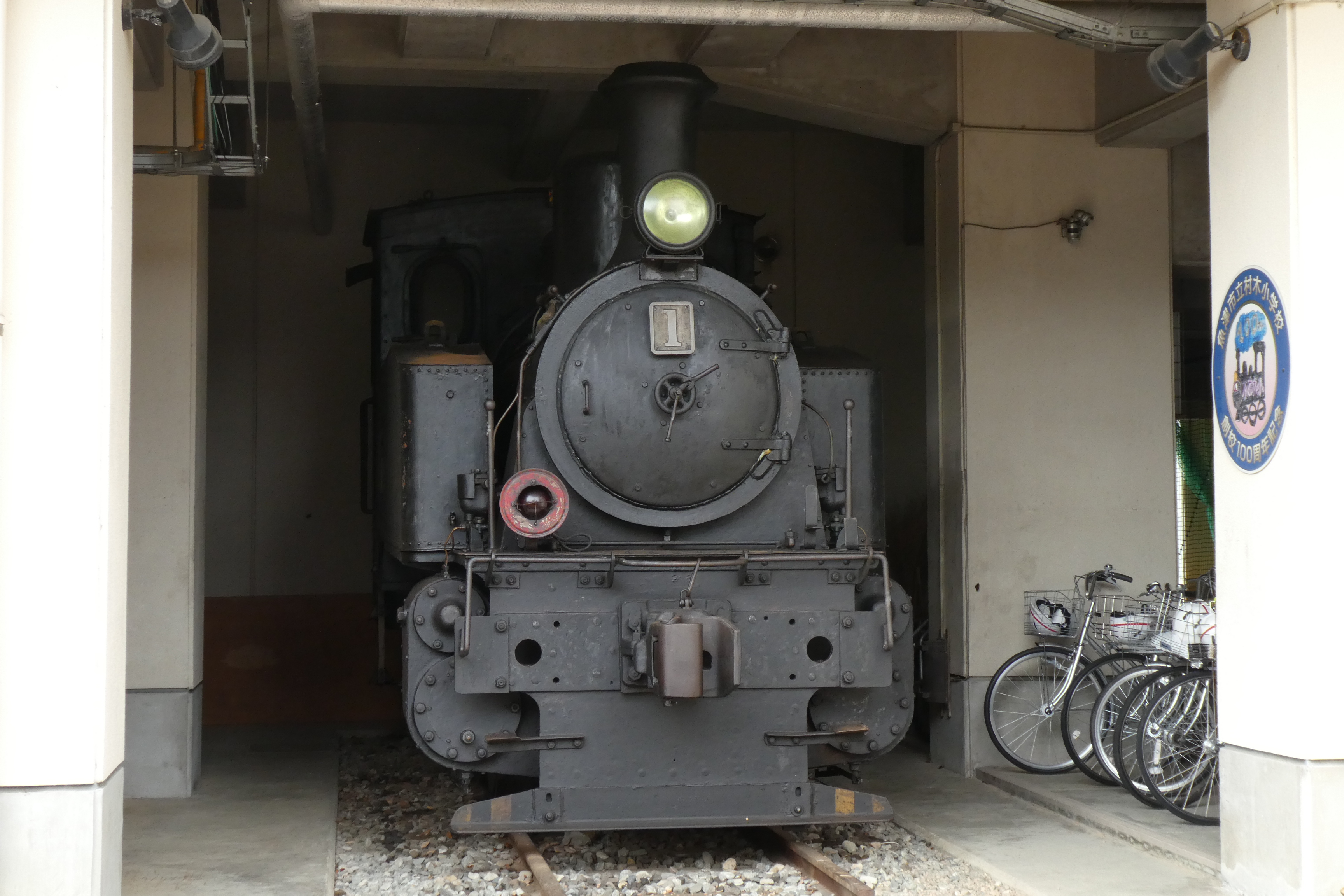
日本カーバイド工業1号機 村木公民館（旧 魚津市立村木小学校）にて。
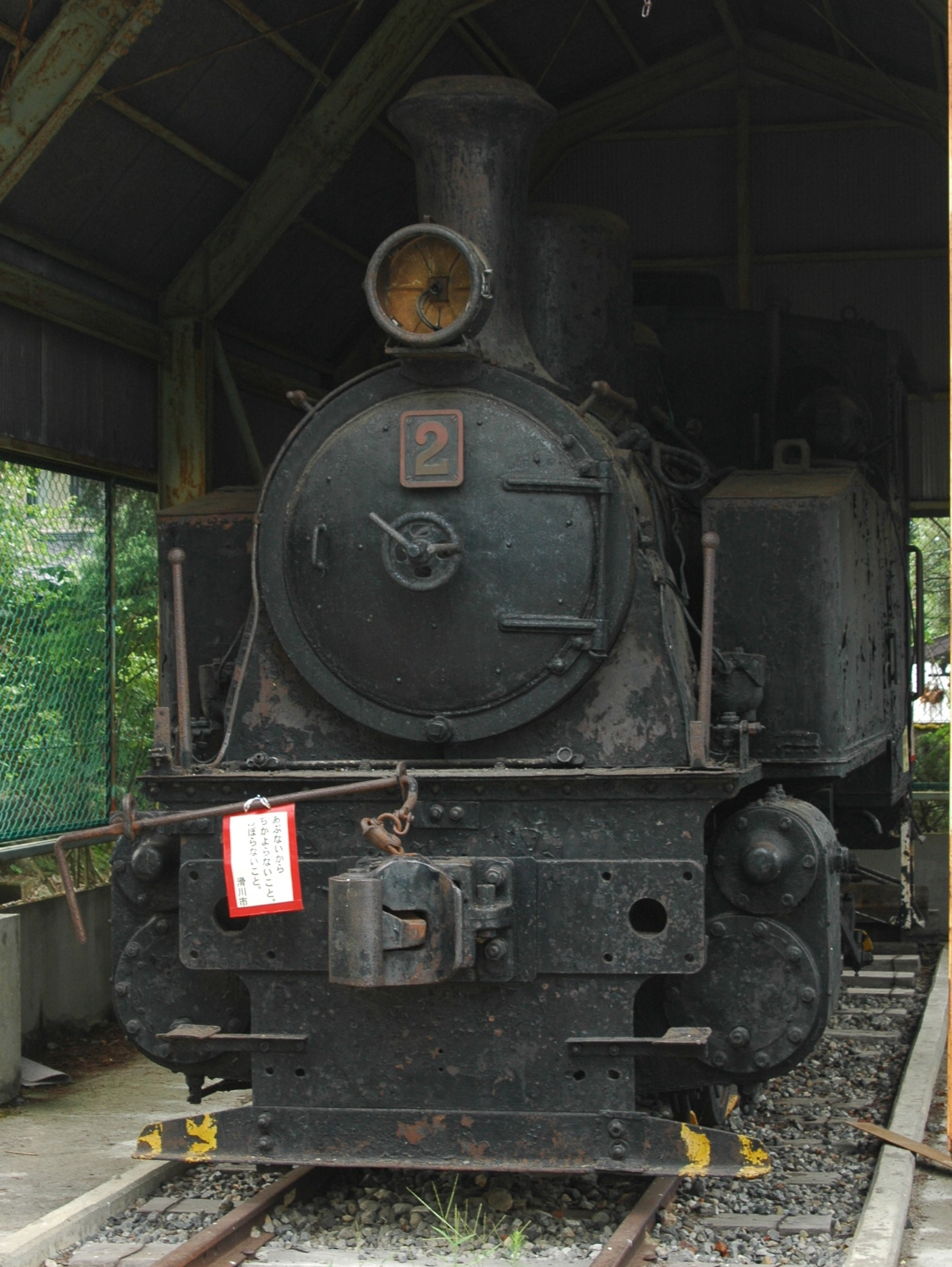
日本カーバイド工業2号機 行田公園児童館（富山県滑川市）にて。

### 東野鉄道
東野鉄道へは、1923年製の1両が那須小川延伸開業用に導入され、3形 (3) と称した。1937年9月に廃車となり、ブローカーを通じて室蘭埠頭へ譲渡され、のちに栗林商会に所有権が移った。

### 伊賀鉄道
伊賀鉄道（初代）へは、1923年製の1両が6として導入された。1927年（昭和2年）、僚機の5とともに大井川鉄道（現・大井川鐵道）へ譲渡され、そのままの番号で使用された。1950年（昭和25年）に建設省近畿地方建設局（淀川改修工事事務所）へ譲渡された。

### 茨城鉄道

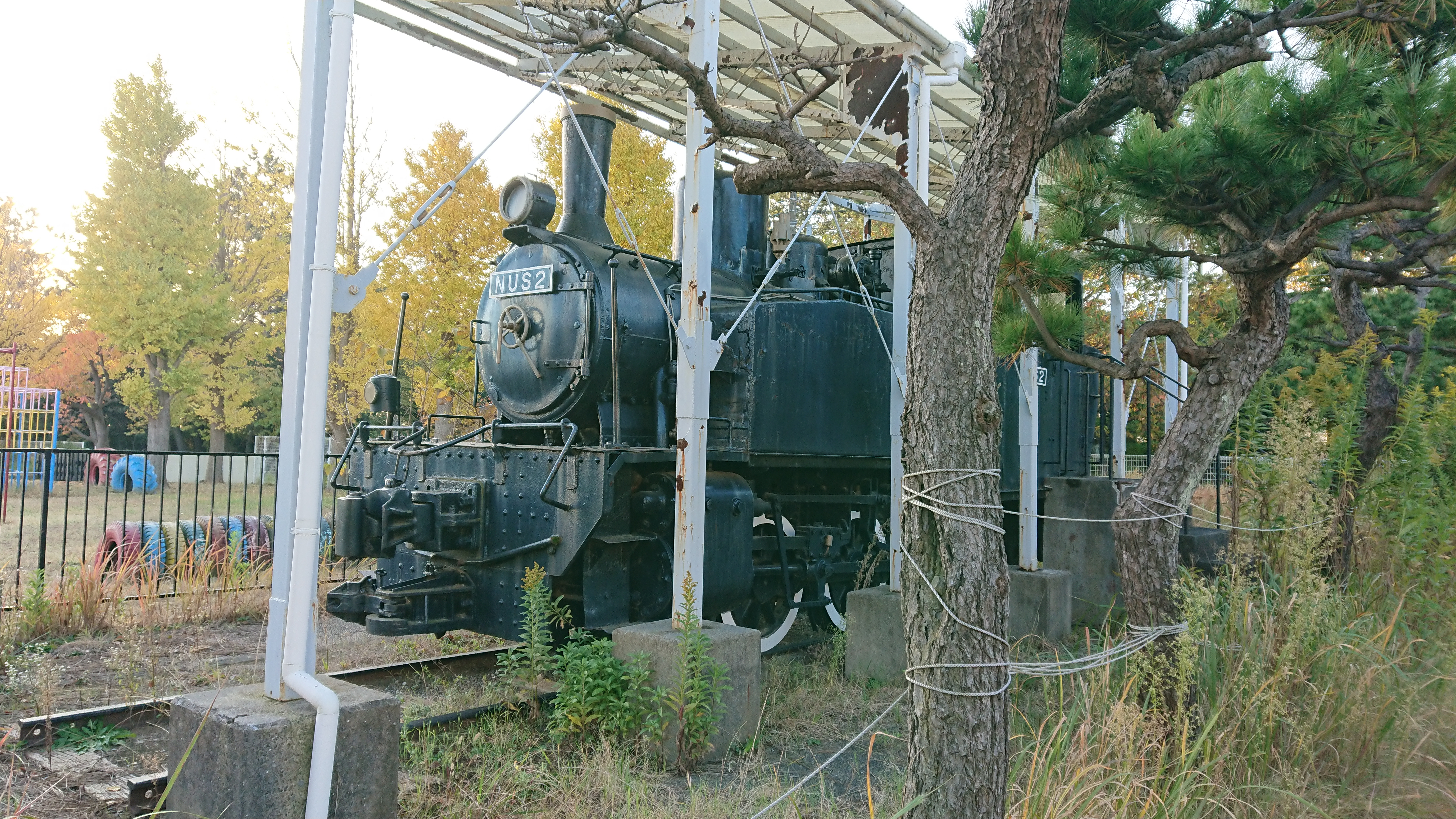
袖ヶ浦東小学校に保存

茨城鉄道（のちの茨城交通茨城線）では、1927年にブローカーを通じて1924年製の1両を購入し、3とした。購入はしたものの、急勾配の多い同線には適さず、1944年（昭和19年）から1948年（昭和23年）まで鹿本鉄道に貸し出された。返却後は14に改番されたが、ほとんど休車状態で、1951年に川崎製鉄千葉製鉄所へ譲渡され、NUS2となった。その後、1978年（昭和53年）から千葉県習志野市の袖ヶ浦東小学校で静態保存されている。

### 日本電力
1925年製の2両は、日本電力（庄川水力電気）庄川発電所の建設用に用意されたもので、7, 8と付番された。1940年（昭和15年）に8が健在であったことは確認されているが、その後の消息は不明である。

## 主要諸元
新宮鉄道5の諸元を示す。
- 全長：7,197mm
- 全高：3,373mm
- 全幅：2,347mm
- 軌間：1,067mm
- 車軸配置：0-6-0 (C)
- 動輪直径：900mm
- 弁装置：ワルシャート式
- シリンダー（直径×行程）：330mm×450mm
- ボイラー圧力：12.5kg/cm2
- 火格子面積：0.87m2
- 全伝熱面積：46.8m2
  - 煙管蒸発伝熱面積：42.5m2
  - 火室蒸発伝熱面積：4.3m2
- 小煙管（直径×長サ×数）：45mm×2,600mm×130本
- 機関車運転整備重量：23.94t
- 機関車空車重量：18.50t
- 機関車動輪上重量（運転整備時）：23.94t
- 機関車動輪軸重（各軸均等）：7.98t
- 水タンク容量：2.7m3
- 燃料積載量：1.11t
- 機関車性能
  - シリンダ引張力：5,790kg
- ブレーキ装置：蒸気ブレーキ、手ブレーキ